# Thiamis
Thiamis ili Kalama ili Thuamis (grčki: Θύαμις, Καλαμάς) također je poznata i kao Glicis ili Kalamas) je rijeka u grčkoj periferiji Epiru. Thiamis uvire u Jonsko more kod grada Igumenice. 
Ime za ovaj kraj Čamerija (grčki:Τσαμουριά) kao i za bivšu (danas im je osporen status) albansku nacionalnu manjinu Čami potječe od imena rijeke Thiamis.
Thiamis je za vrijeme stare Grčke tvorio granicu između povijesnih kraljevstva Tesprocije i Kestrine ( današnji Filiates).
Za vrijeme renesanse neki tadašnji znanstvenici držali su da engleska rijeka Temza (Thames), duguje svoje ime od rijeke Thiamis, naime oni su vjerovali da su pojedina stara keltska plemena migrirala iz Epira u Englesku, te su tako donijela sa sobom i toponime iz starog kraga. Međutim danas se to se više ne smatra vjerodostojnim.

## Zemljopisne osobine
Porječje rijeke ima površinu od 1.800 km ², Thiamis ima mnoge pritoke i izvore, a gotovo svi (99%) su u Grčkoj.
Rijeka izvire na planine na obroncima planine Duskas. uz albansku granicu. Rijeka načelno teče od sjevera prema jugu, u gornjem toku uz njeno korito gradi se buduća autocesta Jonija Odos (GR-5). Zatim rijeka teče kroz šumovito područje uz trasu stare autoceste GR-6,  koja povezuje Igumenicu, Janjinu i Larise u Tesaliji. Potom rijeka ulazi u područje između dviju planina Kasidiaris i Mitsikeli i tu teče uskim klancima, i jako meandrira, potom ulazi u nizinu i tu utječe u Jonsko more formirajući deltu, između gradova Igumenice i Sagiade (najbliže naselje uz albansku granicu).
- Za vrijeme Drugog svjetskog rata, rijeka Thiamis bila je grčka obrambena crta od talijanske invazije 1940. godine.

## Vanjske poveznice
- Grčki portal za turiste - Rijeka Thiamis